# Inhibidor de freqüències
Un pertorbador de freqüències  o inhibidor de freqüències és un dispositiu electrònic que impedeix o dificulta les radiocomunicacions en un determinat espectre de freqüències mitjançant interferències intencionades.
Es compon bàsicament d'un generador de senyal i un transmissor. El primer genera un senyal que és enviada a través del segon amb una potència determinada segons la necessitat. Aquest senyal no té informació útil, únicament és un senyal generat per un oscil·lador o generador d'ona. Aquesta, a l'emetre amb més potència que els sistemes de transmissió a interferir, els "tapa", evitant que emissor i receptor estableixin la comunicació.
S'utilitza principalment per motius de seguretat o amb intencions de sabotatge. En aquests casos els Inhibidors funcionen també mitjançant la transmissió de senyals de ràdio que interrompen les comunicacions al fer variar la relació senyal/soroll fins límits que impedeixen totalment la recepció.

## Seguretat
Actualment podem trobar una diversa quantitat de dispositius inhibidors o pertorbadors entre ells trobem:
- Inhibidors GPS
- Inhibidors per a Radars
- Inhibidors per a Mòbils (Telefonia Mòbil AMPS/GSM/CDMA, etc..)
- Inhibidors per a Dispositius Infrarojos
- Inhibidors RF (Radio Freqüència)
- Inhibidors de Vídeo
- Inhibidors d'Àudio per Ràdio Freqüència (aplicacions de contra-espionatge)
- Inhibidors de WIFI
- Inhibidors de Drons

### Vehicles
En la major part dels vehicles oficials o amb risc d'atacs tant terroristes com de forces atacants, hi han incorporats pertorbadors de senyal que interfereixen sobre les freqüències més habituals per a l'ús en activació d'explosius a distància. Depenent del nivell de seguretat requerit el sistema interferirà en major o menor grau sobre les transmissions que envolten el vehicle.

### Edificis
En determinades àrees de seguretat és necessària la cancel·lació de comunicacions en tots dos sentits. Principalment per evitar l'espionatge i les comunicacions no autoritzades amb l'exterior mitjançant transmissors, tant telèfons mòbils, càmeres, micròfons, transmissions de dades, etc. Tot i que aquests dispositius poden bloquejar les freqüències més convencionals, no pot bloquejar totes les freqüències de l'espectre electromagnètic. El mètode més segur conegut és la gàbia de Faraday.

## Sabotatge
Mitjançant l'ús d'aquest tipus de dispositius una persona o col·lectiu pot dur a terme accions protesta bloquejant o produint "pertorbacions" en les comunicacions d'una empresa, govern, col·lectiu. Un exemple són els pertorbadors de GPS i GSM usats per lladres per anul·lar alarmes de robatori, en el primer cas per evitar la localització de vehicles robats i en el segon cas per tal d'eliminar el sistema de comunicació via GSM que s'activa al tallar la línia telefònica convencional en alarmes d'edificis i caixes blindades de seguretat.